# Karabczyjiw
Karabczyjiw (ukr. Карабчиїв) – wieś na Ukrainie, w obwodzie żytomierskim, w rejonie różyńskim, nad Rostawycią. W 2001 roku liczyła 768 mieszkańców.
Miejscowość wzmiankowana była po raz pierwszy w 1611 roku. W czasach radzieckich we wsi znajdowała się siedziba kołchozu im. Szewczenki.
W pobliżu miejscowości odnaleziono pozostałości osady kultury czerniachowskiej i grodu staroruskiego.